# Histoire de l'imprimerie à Château-Gontier
 (juillet 2023).
Histoire de l'imprimerie à Château-Gontier.

## Introduction

Diffusion de l'imprimerie au XVe siècle

Les véritables inventeurs de l'art typographique à l'aide de caractères mobiles, sont, croit-on actuellement, les trois allemands : Johannes Gutenberg, Johann Fust et Peter Schöffer ; leurs deux premiers ouvrages connus, imprimés à Mayence, furent : « Les Lettres d’Indulgence du pape Nicolas V » et « La Sainte Bible » ce dernier volume comprenant 640 feuillets ; ces deux livres portent les dates de. Après s'être fait connaître en Allemagne et en Italie, cette étonnante découverte ne tarda pas à se propager en France ; la première imprimerie fut établie à la Sorbonne, à Paris, par trois allemands, qu'on y fit venir pour pratiquer et enseigner cet art ; le premier ouvrage sorti de leurs presses rudimentaires, porte la date de .Louis XII, François Ier, la plupart des rois de France d'ailleurs, protégèrent la typographie ; mais, jusqu'en 1789, aucun livre ne put être imprimé sans l'autorisation ou « Permis d’imprime, » délivrée par les officiers royaux ; la liberté de la presse n'était pas encore créée.
L'Imprimerie apparut successivement à Lyon en 1472; à Angers en 1477; à Vienne en 1478; à Caen en 1480; à Rennes en 1484; à Rouen en 1487; à Orléans en 1490; à Nantes et à Tours en 1493; au Mans en 1529; à La Flèche en 1575; à Laval en 1651; et enfin à Château-Gontier en 1714 seulement.
En 1729, un arrêt de la Cour du Parlement de Paris faisait défense à toutes personnes de faire imprimer aucun arrest, et à tous imprimeurs autres que ceux établis dans les villes sièges de parlements, d'en imprimer sans permission expresse. C'était une première menace ; elle resta suspendue pendant dix ans, mais alors l'exécution fut décidée aux termes d'une ordonnance royale en date du 31 mars 1739. Les réductions furent considérables partout ; sur deux imprimeries, Laval en perdit une, et celle de Château-Gontier fut supprimée.

## Avant leXIXesiècle

### Château-Gontier

#### Introduction
Cauvin écrivant l’Histoire du Maine au XIXe siècle, et traitant la question de l’établissement de l'imprimerie dans les diverses villes de cette province, écrivait les lignes suivantes à l’article de Château-Gontier : « Nous ne possédons aucun renseignement sur l’époque à laquelle s'établit l'imprimerie dans cette ville, ni sur les personnes qui contribuèrent à son établissement, qui semble postérieur à l’année 1704. » Plus heureux que Cauvin, René Gadbin trouve dans les archives anciennes de la mairie de Château-Gontier, les renseignements qu’il ignorait, lesquels lui auraient donné le mot de l’énigme qu’il n’avait pu résoudre. Quelques explications préliminaires sont cependant utiles avant d'aborder le fond de la question:

#### Collège de Château-Gontier
En 1708, le collège de Château-Gontier, est établi depuis plusieurs siècles à proximité de l'église Saint-Jean-Baptiste, dans les dépendances de la Collégiale de Saint-Just, supprimée en 1790
Après le retour de Gilles Marais, le collège est transféré au prieuré de Notre-Dame du Généteildépendant de l'abbaye Toussaint d’Angers. Avec une population scolaire de plus de 300 élèves que comptait alors l’établissement, on comprend sans peine la quantité de livres classiques qu’il fallait tirer chaque année des imprimeries d’Angers, pour la fourniture du collège de Château-Gontier. M. Gilles Marais, en fonctions comme Principal de cette Maison d’éducation (1710-1733), résolut alors d'assurer la fourniture régulière, économique et facile chaque jour, des ouvrages scolaires. Voulant en même temps faire une bonne œuvre, il chercha dans les villes environnantes un jeune ouvrier imprimeur, mais que sa pénurie d’argent empêchait de s’établir maître.

#### Joseph Gentil
Son but était de lui fournir les moyens de venir s'installer à Château-Gontier, avec le titre d'Imprimeur du collège ; la clientèle était assurée d'avance. Les nombreuses relations du digne Principal lui firent découvrir à Nantes l'ouvrier rêvé. Dans les débuts de l'année 1713, M. Marais partait pour Nantes ; il se renseigna sur place des mœurs, de la conduite et de la capacité du jeune homme. Les résultats de son enquête furent bons ; on le sollicitait vivement même de favoriser l’établissement de l'ouvrier en question, qui se nommait Joseph Gentil. Ce dernier lui fut présenté et bientôt les bases d'un traité étaient arrêtées entre l’Imprimeur et le Principal.

#### Ordonnance de 1739
À la suite de l'ordonnance royale en date du 31 mars 1739, l'imprimerie de Château-Gontier fut supprimée.
Par suite de la disparition de l'imprimerie à Château-Gontier, les commandes scolaires et administratives furent alors adressées à Angers, ainsi que le témoignent les ouvrages suivants, propres au collège de notre Ville :
- Les délices de la langue latine / prises pour la plupart des œuvres de Cicéron / à l'usage du collège de Château-Gontier / Nouvelle édition revue et augmentée / 1751 / Angers (In-12 de 108 pages).

Puis encore :
- Principes de la langue latine / à l'usage du collège de Château-Gontier / Nouvelle édition. / 1784 / Angers, chez Charles-Pierre Mame / imprimeur de l'Université et du Collège (In-12 de LX-128 pages).

Au commencement du XIXe siècle (imprimés de 1809) François Boutevilain-Grandpré, demeurant rue Renaise, à Laval, avait hérité des commandes administratives de la ville, et en conséquence s'intitulait : « imprimeur de la mairie de Château-Gontier. » Enfin, le « Programme des Exercices du collège de Château-Gontier pour l'année 1812, » ainsi que la première édition du « Règlement des Hospices de Château-Gontier, en 1825, » sortaient de l'imprimerie des frères Mame, à Angers.

#### Louis-Xiste Delaplace
Pendant près d'un siècle, exactement quatre-vingt-treize ans — (1739-1832), — Château-Gontier ne revit plus la typographie dans ses murs.
En 1832, arrivait dans cette ville, Louis-Xiste Delaplace.

Ce dernier lance le Journal de Château-Gontier. Un journal à Château-Gontier était, en 1833, une chose si surprenante, si inattendue, que la feuille locale fut accueillie avec enthousiasme ; la plupart des notabilités littéraires de la ville apportèrent leur collaboration au journal, qui, pendant une période de vingt ans, au moins, publia de nombreux articles, fort intéressants pour la plupart. Cette collection, aujourd’hui introuvable, semble n’exister complète nulle part.

#### Journaux duXIXesiècle
À la Révolution de 1848, à l'occasion, des élections législatives, parut, pendant un peu plus de deux mois, à Château-Gontier, un journal radical intitulé « La Voix du Peuple » porte la date du jeudi 16 mars 1848 ; le Journal de Château-Gontier paraissait le dimanche et la Voix du Peuple le jeudi.

### Bibliophilie
Au cours de 1877, M. Stéphane de Montozon, ancien sous-préfet et amateur bibliophile distingué, installait dans les dépendances de son hôtel sis à Château-Gontier, rue du Cheval-Blanc, aujourd’hui rue du Théâtre, des presses typographiques, sur lesquelles il a tiré divers ouvrages de mérite et dont il était  l'auteur, ouvrages non mis dans le commerce et par cela même d'une insigne rareté ; ce détail était à noter dans l'histoire de l'lmprimerie à Château-Gontier.

### Imprimeries
En janvier 1878, une seconde imprimerie se fondait à Château-Gontier, rue Sainte-Anne, sous les auspices d'une société anonyme, qui en confiait la direction à Henri Leclerc. À la date du dimanche 18 janvier 1878, paraissait le premier numéro d'un journal conservateur « La Gazette de Château-Gontier, » créée pour contrebalancer l'influence du Journal de Château-Gontier, de nuance républicaine accentuée. La Gazette, en moins de vingt années, a pris une extension extraordinaire ; elle est devenue, avec ses 20 000 numéros hebdomadaires, le journal le plus répandu de tout l'ouest de la France. 
Enfin, au cours de l'année 1893, une troisième imprimerie, dite « Imprimerie nouvelle", s'est élevée à Château-Gontier, sous la direction de M. Chevalier-Aurillard, d'abord sur la place de l'Hôtel-de-Ville, puis rue des Juifs, no 14. Ce typographe fit paraître à la date du mercredi 27 septembre 1893, le premier numéro d'un journal d'annonces commerciales, paraissant plus tard tous les dimanches sous le titre de « Tribune-Affiche », au prix de cinq centimes le numéro ; la publication de cette feuille a cessé dans les derniers jours de 1895.

## Source
- Abbé Angot, « Histoire de l'imprimerie à Laval jusqu'en 1789 », Laval, imprimerie L. Moreau, 1892, extrait du Bulletin historique et archéologique de la Mayenne, 2e série, t. 6, 1893.
- René Gadbin, « Quelques notes sur l’histoire de l’imprimerie à Château-Gontier, XVIIIe et XIXe siècles », extrait du Bibliophile du Maine, juillet 1896, p. 27 p.